# Northiella narethae
Espèce
Synonymes
- Northiella haematogaster narethae (H. L. White, 1921)[1]
- Northiella narethae (H. L. White, 1921)[1]
- Psephotus haematogaster narethae[1]
- Psephotus narethae H.L. White, 1921[1]

La Perruche de Nareth (Northiella narethae) est une espèce de perruches endémique de l'Australie. Elle était, et est encore parfois, considérée comme une sous-espèce de Northiella haematogaster

## Systématique
À la suite de l'étude phylogénique faite en 2015 par Gaynor Dolman (d) et Leo George Joseph (d), le Congrès ornithologique international, dans sa classification de référence (version 5.2, 2015), divise l'espèce Northiella haematogaster en deux, sa sous-espèce Northiella haematogaster narethae devenant l'espèce à part entière Northiella narethae.
Lorsque ces deux espèces ne formaient qu'un seul taxon, celui-ci était connu sous le nom vernaculaire de Perruche à bonnet bleu.

## Description
Cet oiseau présente des sous-caudales rouge brique, des ailes brun-sable, des joues, le menton, les rémiges et les épaules bleu violacé et le front vert turquoise. Un léger motif écailleux rouge brique marque le dessous des épaules.

## Aire de répartition
Cette espèce peuple l'extrême Sud-Est de l'Australie occidentale dans la région de la Nullarbor Plain.